# Flavihelcon distanti
Flavihelcon distanti är en stekelart som först beskrevs av Turner 1922.  Flavihelcon distanti ingår i släktet Flavihelcon och familjen bracksteklar. Inga underarter finns listade i Catalogue of Life.